# Pressenza
Pressenza és una agència de notícies internacional dedicada a temes de pau, no-violència, no discriminació i drets humans. Publica notícies a través del seu lloc web i als canals de les xarxes socials.

## Història
Pressenza va ser fundada el 15 de novembre de 2008 al Simposi Internacional del Centre Mundial d'Estudis Humanistes a Punta de Vacas, a l'Argentina, per a informar de la Marxa Mundial per la Pau i la Noviolència que va tenir lloc l'any següent. Va rebre el seu nom i la seva primera forma jurídica d'un gabinet de premsa de Milà. El primer reportatge es va publicar el 6 de gener de 2009 en portuguès. Els informes diaris es van publicar originalment en cinc idiomes (anglès, francès, castellà, italià i portuguès), i amb el temps s'hi van anar afegint edicions en grec, alemany, català i turc. És soci mediàtic de més de 300 agències de premsa i mitjans de comunicació de quatre continents com ara Deutsche Welle, Russia Today i HispanTV. És també membre internacional de la Campanya Internacional per l'Abolició de les Armes Nuclears.
Pressenza està formada exclusivament per voluntaris que desenvolupen la seva feina de manera altruista. Està reconeguda legalment a l'Equador pel Ministeri de Comunicacions des del 2014. S'organitza en redaccions en les respectives llengües i les diferents edicions compten amb una xarxa de traductors, que també treballen de manera voluntària.